# 临汾公主
临汾公主（?—?），曹魏公主。
魏明帝时，特进曹洪的乳母当与临汾公主的仆人一起祭祀无涧神，关内侯司马芝将他们关进监狱。卞太后派黄门官传她的命令，为二人求情。司马芝上奏魏明帝，说他们淫祀，魏明帝褒扬了司马芝。